# Rabinat Rzeczypospolitej Polskiej
Rada Polskich Rabinów, Rabinat Rzeczypospolitej Polskiej – naczelna rada rabinacka w Polsce, zrzeszająca rabinów zatrudnionych przez Związek Gmin Wyznaniowych Żydowskich w RP. Do zadań rady należy podejmowanie najważniejszych decyzji dotyczących społeczności żydowskiej w Polsce, koordynacja działań Gmin Wyznaniowych Żydowskich w Polsce, powoływanie sądu do rozstrzygania sporów religijnych, ustalanie standardów dotyczących koszerności, edukacji, modlitw czy zachowania.

## Historia i skład
Rabinat został powołany 23 lutego 2008 roku w Łodzi. List intencyjny w sprawie jego powołania podpisał Jona Metzger, naczelny aszkenazyjski rabin Izraela. Na uroczystości z okazji powołania rabinatu przyjechał Eliyahu Birnbaum, naczelny rabin Shavei Israel.
Jest to pierwszy polski rabinat od czasu wybuchu II wojny światowej. W jego skład pierwotnie wchodzili:
- Michael Schudrich – rabin Warszawy i Łodzi, naczelny rabin Polski
- Maciej Pawlak – rabin pomocniczy Gminy Wyznaniowej Żydowskiej w Warszawie
- Mosze Bloom – rabin pomocniczy Gminy Wyznaniowej Żydowskiej w Warszawie
- Edgar Gluck – naczelny rabin Galicji
- Yehoshua Ellis – naczelny rabin Górnego Śląska
- Dawid Szychowski – rabin Łodzi

## Byli członkowie
- Efraim Meisles – rabin pomocniczy Gminy Wyznaniowej Żydowskiej w Warszawie (do lipca 2009).
- Tyson Herberger – rabin Wrocławia